# Epyaxa subidaria
Espèce
Epyaxa subidaria est une espèce de lépidoptère (papillon) de la famille des Geometridae.
On le trouve en Australie y compris en Tasmanie.